# Вишнёвый омут (фильм)
«Вишнёвый омут» — советский широкоформатный художественный фильм, созданный в 1980 году по одноимённой повести Михаила Алексеева.

## Сюжет
Батрак Миша Харламов с десяти лет мечтал о собственном яблоневом саде. Ульяна, дочь хозяина, любила Мишу и верила в его мечту. Когда девушку выдали замуж за нелюбимого, она потеряла рассудок и ушла из деревни. Не найдя Ульяны, Михаил посадил в память о ней яблоневый сад. Однажды лютой зимой он отдал сад людям, чтобы они могли затопить печи. Весной на обрубленных стволах появились новые побеги.

## В ролях
- Валерий Баринов — Михаил Харламов
- Татьяна Никитина — Ульяна
- Любовь Полехина — Олимпиада, жена Михаила
- Алексей Ванин — Гурьян Савкин
- Лев Борисов — Карпушка
- Валентин Брылеев — Подифор
- Владимир Шакало

## Съёмочная группа
- Сценаристы: Михаил Алексеев, Леонид Головня
- Режиссёр: Леонид Головня
- Оператор: Олег Мартынов
- Художники: Виктор Зенков, Павел Сафонов
- Композитор: Николай Сидельников